# میدان هوایی بین‌المللی کابل
فرودگاه بین‌المللی حامد کرزی کابل (به پشتو: د کابل نړيوال هوايي ډگر)؛ IATA: KBL، ICAO: OAKB) در ۵ کیلومتری (۳٫۱ مایل) مرکز شهر کابل، در افغانستان واقع شده‌است. این فرودگاه به عنوان یکی از فرودگاه‌های اصلی و بین‌المللی کشور، یکی از بزرگ‌ترین پایگاه‌های نظامی است که قادر به اسکان بیش از صد هواپیما می‌باشد.
این فرودگاه از نظر محلی با نام میدان هوایی خواجه رواش مشهور بود و در سال ۲۰۱۴ از سوی جمهوری اسلامی افغانستان به احترام حامد کرزی رئیس‌جمهور سابق به نام فرودگاه حامد کرزی نامگذاری شد. این تصمیم توسط شورای ملی افغانستان و کابینه رئیس‌جمهور اشرف غنی اتخاذ شد. در پی فروپاشی جمهوری اسلامی افغانستان و پس از تسلط طالبان بر افغانستان نام بسیاری از نهادهای کشور تغییر داده شد. طالبان در سپتامبر ۲۰۲۱ پس از بازگشایی مجدد این فرودگاه، نام آن را به نام اخیر تغییر دادند.
این فرودگاه در دههٔ اخیر توسعه‌سازی و مدرن شد؛ یک ترمینال بین‌المللی جدید اضافه شد و ترمینال قدیمی برای پروازهای داخلی در نظر گرفته شد. تعدادی پایگاه نظامی نیز در اطراف فرودگاه ساخته شده‌است که توسط نیروهای مسلح ایالات متحده و مأموریت حمایت قاطع (آیساف سابق) مورد استفاده قرار می‌گیرد. نیروی هوایی افغانستان نیز در آن‌جا پایگاه دارد. در حالی که پلیس ملی افغانستان امنیت داخل پایانه‌های مسافربری را تأمین می‌کند. از ژوئن ۲۰۱۶، بیشترین سرویس مسافرتی از فرودگاه بین‌المللی-دبی، با چهار هواپیمایی مسافربری که تعداد کمتر پروازها در این مسیر و برخی با چندین پرواز روزانه بود.
یک روز پس از فروپاشی دولت جمهوری اسلامی افغانستان در ۱۶ اوت ۲۰۲۱ مردم به سوی این فرودگاه هجوم آوردند و وارد باند فرودگاه شدند. حداقل هفت نفر کشته شدند: دو نفر خود را از ارابهٔ فرود یک هواپیمای بوئینگ سی-۱۷ که به پرواز درآمد، آویختند و اندکی بعد پس از پرواز هواپیما سقوط کرده و کشته شدند. سه نفر دیگر که خود را از یک جت نیروی هوایی آویخته بودند، زیر آن شده و جان خود را از دست دادند. پنتاگون گفت که دو مرد مسلح که به جمعیت شلیک کرده بودند، توسط نیروهای آمریکایی کشته شدند. روز بعد، فرودگاه ترافیک نظامی را تحت کنترل ارتش ایالات متحده باز کرد.
پس از خروج نیروهای آمریکایی در ۳۱ اوت ۲۰۲۱ بسیاری از تجهیزات و زیرساخت‌ها توسط نیروهای آمریکا تخریب شدند. ژنرال کنت مکنزی در بیانیه‌ای از پنتاگون گفت: «۷۰ وسیله نقلیه مقاوم در برابر مین، ۲۷ هاموی، ۷۳ هواپیما، تعداد نامشخصی از سیستم‌های ضد موشک، توپخانه و خمپاره منهدم یا «غیرنظامی» شدند. این وسایل نقلیه و سلاح‌ها هرگز دیگر قابل کنترل توسط هیچ‌کس نخواهند بود.» در ۲ سپتامبر ۲۰۲۱ وزیر امور خارجه قطر محمد بن عبدالرحمان اعلام کرد که دولت قطر در حال ارسال کمک‌های فنی به امارت اسلامی افغانستان برای کمک به بازگشایی فرودگاه در اسرع وقت است. در ۴ سپتامبر این فرودگاه بازگشایی شد و در ۲۶ سپتامبر گروه طالبان اعلام کردند که تمام مشکلات در میدان هوایی رفع شده‌اند و این فرودگاه دیگر آماده پرواز است.

## تاریخچه
فرودگاه بین‌المللی کابل در اصل در سال ١٩۶۰ و توسط مهندسان شوروی ساخته شد. گردشگران خارجی از طریق فرودگاه بین‌المللی کابل بازدید از افغانستان را آغاز کردند. این دوران پس از انقلاب ثور ١٩٧٨، به ویژه پس از حمله ١٩٧٩ شوروی پایان یافت.

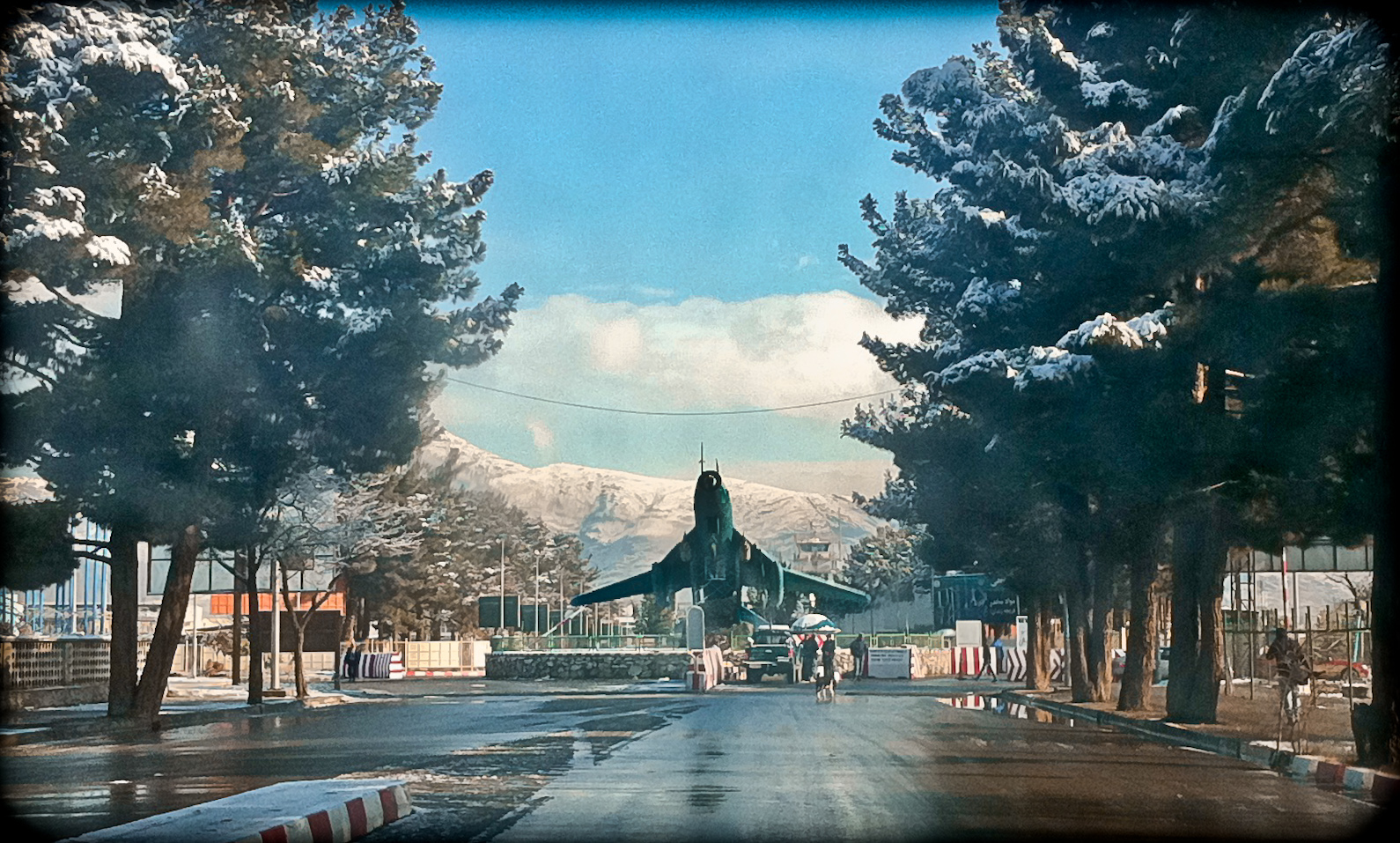
جاده ورودی به ترمینال که با یک سوخو سو-٢٢-۴ نیروی هوایی افغانستان به نمایش گذاشته شده‌است.

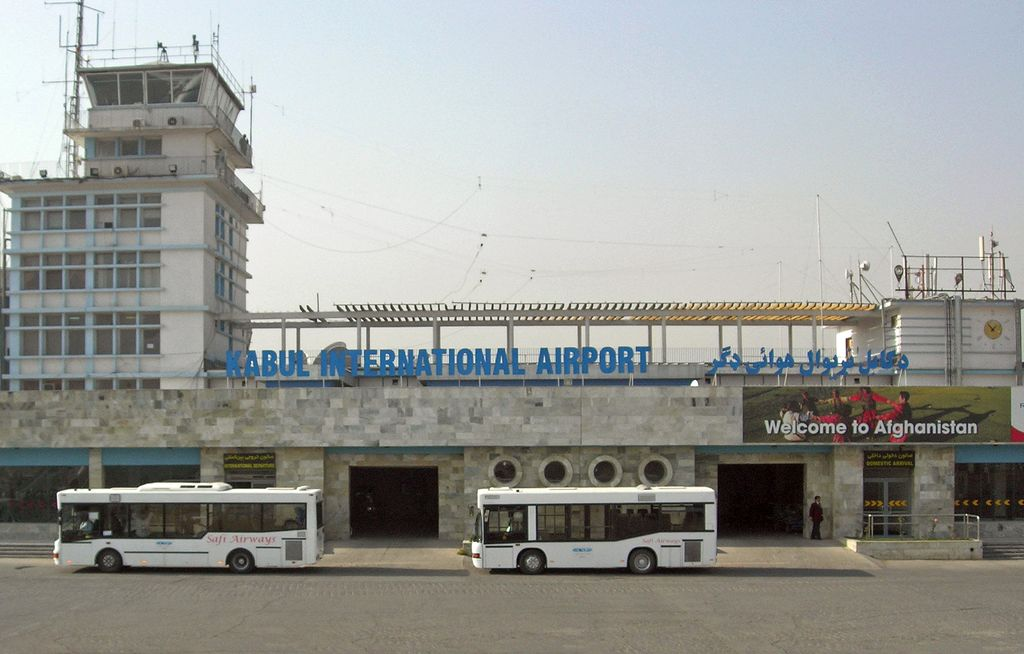
ترمینال محلی ساخت شوروی، ٢۰۰٨.

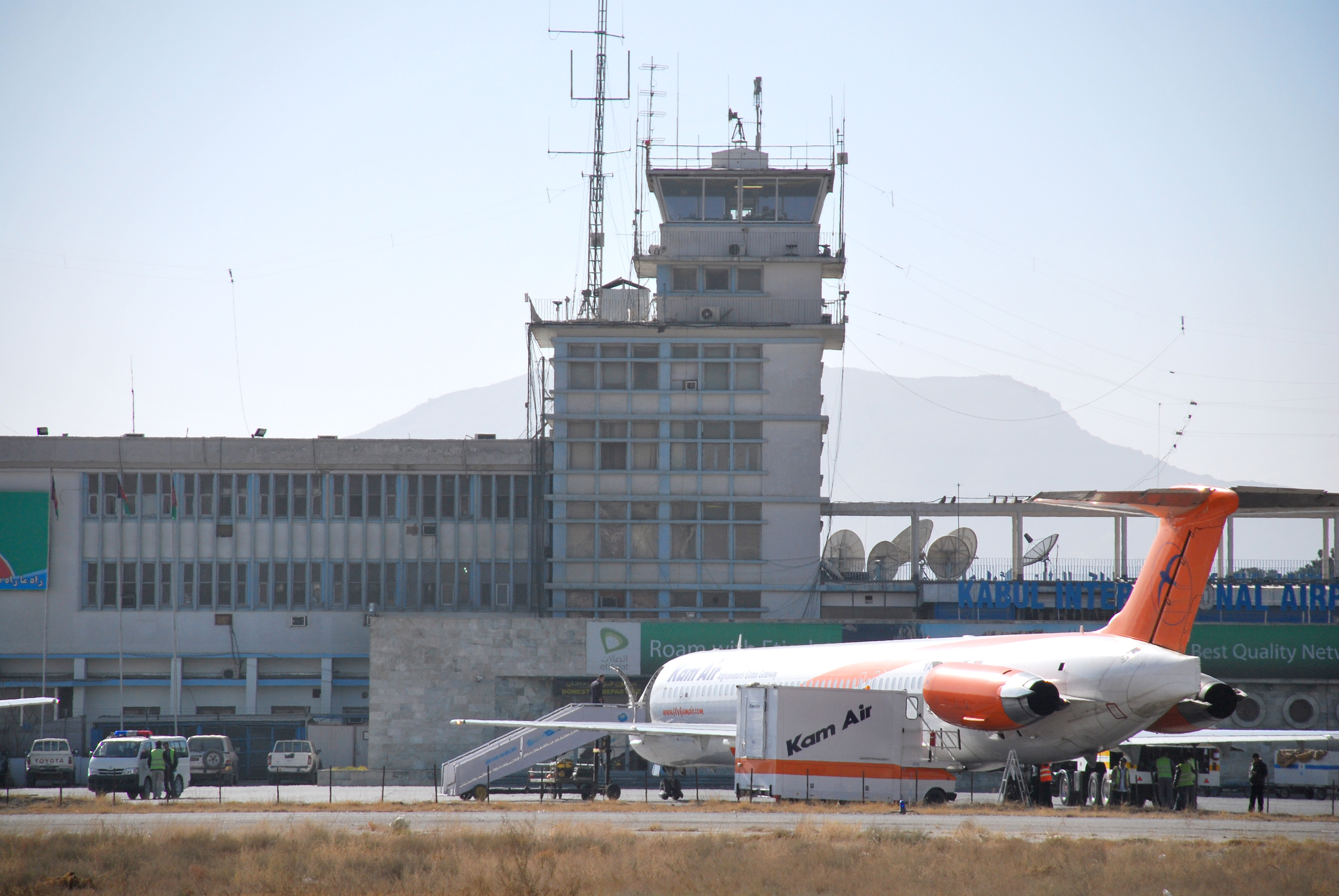
هواپیمای شرکت کام ایر

این فرودگاه توسط ارتش جمهوری اسلامی و شوروی در جنگ شوروی و افغانستان از سال ١٩٧٩ تا ١٩٩٩ و توسط نیروهای نظامی محمد نجیب الله رئیس‌جمهور پیشین افغانستان مورد استفاده قرار می‌گرفت. کنترل فرودگاه بین طرف‌های مختلف در طول جنگ داخلی پس از ١٩٩٢ تغییر یافت. تا اواخر سال ٢۰۰١ که آنها پس از حمله آمریکا به افغانستان از شهر فرار کردند. در نوامبر ١٩٩۶ امارات اسلامی افغانستان تحت مدیریت ملا محمد عمر فرودگاه را در اختیار داشت. به دلیل تحریم‌های بین‌المللی در زمان دولت طالبان، در اواخر دهه ١٩٩۰, با پروازهای بین‌المللی بسیار محدود این فرودگاه بسته شد.
پس از حملات ١١ سپتامبر ٢۰۰١ و حمله ناتو به افغانستان، فرودگاه بین‌المللی کابل توسط نیروهای ایالات متحده و ائتلاف بمباران شد. پس از به دست گرفتن کنترل نیروهای بین‌المللی امنیت (ISAF)، فرودگاه با گذشت سال‌ها به آرامی شروع به توسعه کرد. یک سیستم راداری جدید در سال ٢۰۰٥ نصب شد که توسط اداره هواپیمایی فدرال ایالات متحده در سال ٢۰١۰ ارتقا یافت.
ترمینال جدید ٣٥ میلیون دلاری پروازهای بین‌المللی در نوامبر ٢۰۰٨ افتتاح شد که با کمک آژانس همکاری بین‌المللی ژاپن ساخته شده‌است. حامد کرزی، رئیس‌جمهور افغانستان و دیگر چهره‌های سرشناس در مراسم افتتاحیه آن شرکت کردند. ترمینال جدید به‌طور رسمی در ژوئن ۲۰۰۹ به پروازهای بین‌المللی افتتاح شد. ترمینال موجود بازسازی شده‌است و در حال حاضر برای پروازهای داخلی مورد استفاده قرار می‌گیرد.
جابجایی مسافران تا سال ۲۰۱۰ به ۱۰۰٬۰۰۰ در روز یا به ۳۰٬۰۰ نفر می‌رسید. [نیاز به منبع] در اوایل سال ۲۰۱۲، سیستم رادار تقویت شد تا تمام فضای هوایی افغانستان را پوشش دهد.
در اکتبر ۲۰۱۴، شورای ملی افغانستان به پاس قدردانی از خدمات رئیس‌جمهور پیشین افغانستان در بازسازی کشور، پیشنهاد نام‌گذاری این فرودگاه را به نام حامد کرزی، یک ماه پس از پایان دوره تصدی وی ارائه داد. یک روز بعد کابینه رئیس‌جمهور اشرف غنی تغییر نام را تصویب کرد.
تأسیسات North Side Cantonment - فرودگاه بین‌المللی کابل در اکتبر ۲۰۰۸ تکمیل و به نیروهای مسلح ایالات متحده تحویل داده شد. این مرکز امکانات فرماندهی نیروی هوایی افغانستان (AAF) را در خود جای داده‌است و شامل امکانات مسکونی، اداری، عملیاتی، نگهداری و تفریحی است. این پروژه شامل دو مجتمع با آشیانه جدید، یک راه‌آهن جدید و رمپ‌ها بود. این فرودگاه مقر و پایگاه اصلی (بال ۱ یا ۲۰۱) نیروی هوایی افغانستان است. اولین مرکز آشیانه در ژانویه ۲۰۰۸ به AAF تحویل داده شد. آشیانه دوم در اواخر همان سال تکمیل شد. [نیاز به منبع]

این فرودگاه دارای دو ساختمان ترمینال است، ساختمان مدرن برای پروازهای بین‌المللی و دیگری ساختمان شوروی برای پروازهای داخلی ساخته شده‌است. چندین آشیانه در امتداد باند برای هواپیماهای نظامی است. هیچ آشیانه‌ای برای هواپیماهای غیرنظامی (یا گذرا) وجود ندارد. این فرودگاه دارای ۷ پد بالگرد است که بیشتر برای ترافیک نظامی استفاده می‌شود. [نیاز به منبع] اولین تجهیزات مدرنی که برای فرودگاه فراهم شده‌است، تجهیزات اطفا حریق با حداکثر ۱۲٬۰۰۰ لیتر آب ظرفیت و توانایی کنترل حوادث آتش‌سوزی تا شعاع ۹۰ متری را می‌باشد.

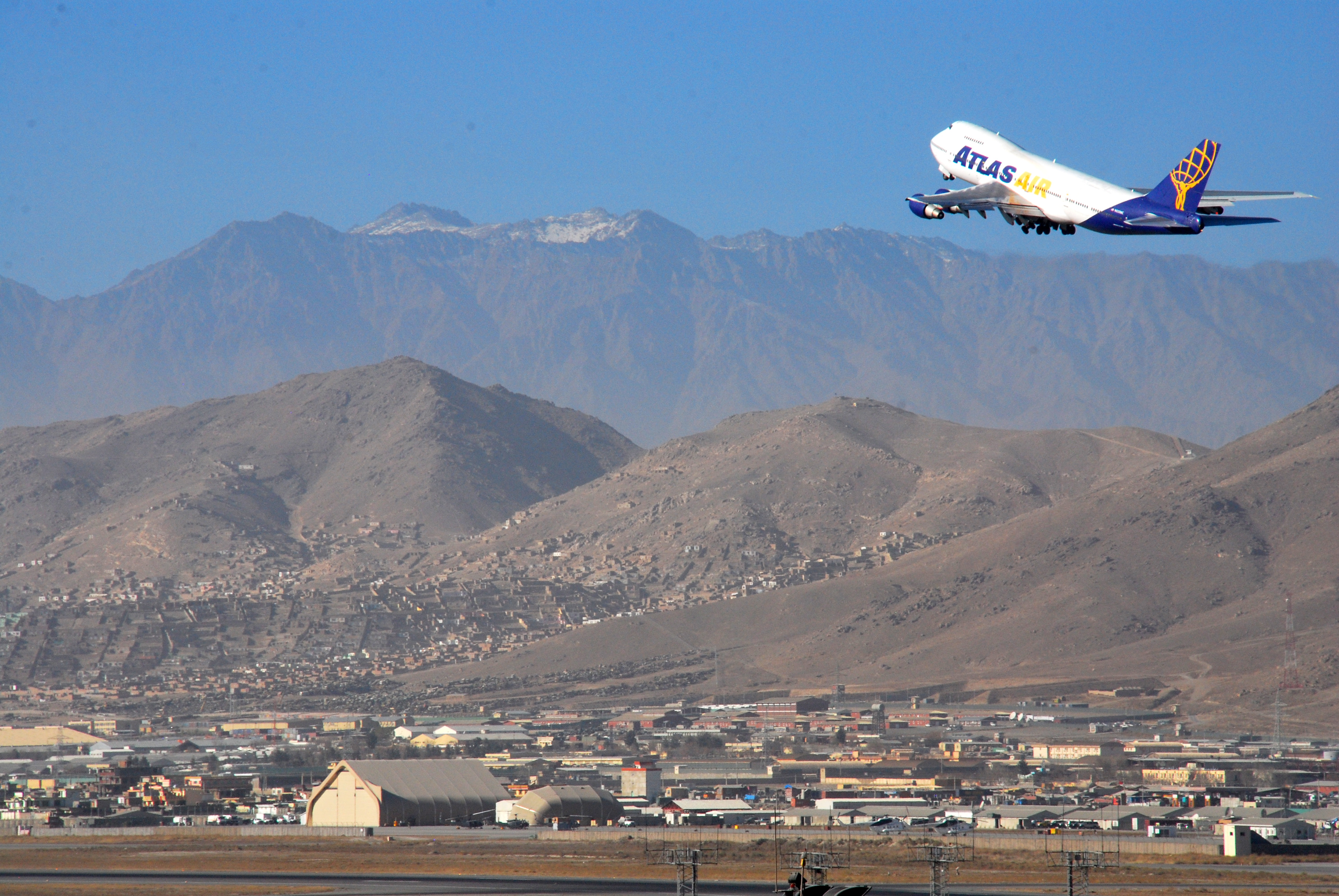
هواپیمای اطلس ایر در حال برخاستن از فرودگاه کابل ۲۰۱۰

## تصادفات و حوادث

### غیرنظامی
- در ۲ ژانویه ۱۹۶۲، پرواز ۱۲۳ ایران ایر که یک داگلاس دی‌سی-۳ پرواز باری بود، هنگام تلاش برای پرواز از کابل سقوط کرد. در هنگام چرخش، کاپیتان متوجه نقص در موتور شماره ۱ شد و به دنبال آن هواپیما از سمت چپ باند منحرف شد. برای جلوگیری از سقوط، کاپیتان هواپیما را به هوا بلند کرد، اما در حالی که قصد داشت هواپیما را از فرودگاه دور کند، بال به زمین برخورد کرد و پس از آن سقوط کرد. هر دو خلبان زنده مانده بودند.
- در ۱۵ ژانویه ۱۹۶۹، در برخورد زمینی با داگلاس DC-6 YA-DAN آریانا، داگلاس DC-3 YA-AAB از شرکت هواپیمایی آریانا افغان آسیب دید که فراتر از ترمیم اقتصادی بود.[۲۴]
- در ۲۱ سپتامبر ۱۹۸۴، یک فروند مک دونل داگلاس DC-10-30 از شرکت هواپیمایی آریانا افغان هنگام نزدیک شدن به فرودگاه کابل مورد اصابت گلوله‌های انفجاری قرار گرفت. همه مسافران و خدمه از این حادثه جان سالم به در بردند.[۲۵]
- در ۱۲ ژوئن ۱۹۹۰، یک ایلیوشین ایل -۷۶ از آئروفلوت هنگام پرواز با سرعت ۲۲٬۵۰۰ فوت (۶٬۸۵۸ متر) توسط یک موشک مورد اصابت قرار گرفت و باعث خاموش شدن دو موتور شد. هواپیما بدون کوبیدن در باند آسفالته، در کابل فرود اجباری کرد. همه ۱۰ خدمه زنده مانده بودند.[۲۶]
- در تاریخ ۲۹ مه ۱۹۹۲، یک هواپیمای توپولوف تو-۱۵۴ هواپیمایی آریانا افغان هنگام فرود در کابل مورد اصابت موشک قرار گرفت. دماغه هواپیما آسیب دیده اما به سلامت فرود آمده‌است. همه مسافران و خدمه زنده مانده بودند.[۲۷]
- در ۲۹ مارس ۱۹۹۸، یک فروند بوئینگ ۷۲۷–۲۰۰ از شرکت هواپیمایی آریانا افغان هنگام پایین آمدن به کابل به کوه شارکی براتایی با ۳۰۰۰ فوت (۹۱۴ متر) سقوط کرد. همه ۱۰ خدمه و ۳۵ مسافر هواپیما جان خود را از دست دادند.[۲۸]
- در تاریخ ۳ فوریه ۲۰۰۵، پرواز هوایی ۹۰۴ کام ایرکه یک بوئینگ ۷۳۷–۲۰۰ بود و توسط هواپیمایی فینکس اداره می‌شد، در نزدیکی کابل در هوای نامناسب از صفحه رادار ناپدید شد و این باعث یک عملیات گسترده جستجوی ارتش ملی افغانستان برای ۹۶ مسافر و ۸ خدمه شد. لاشه هواپیما دو روز بعد در کوه‌های شرق کابل پیدا شد، همه ۱۰۴ سرنشین کشته شده بودند.[۲۹]
- در ۱۷ مه ۲۰۱۰، تمام تماس آنتونوف آن -۲۴ با پرواز ۱۱۲ که توسط پامیر ایرویز انجام می‌شد، ده دقیقه پس از عزیمت از فرودگاه قندوز قطع شد. پس از چهار روز تلاش برای جستجو، لاشه هواپیما در دوازده مایلی کابل واقع شده بود هیچ‌یک از ۳۹ مسافر و ۵ خدمه موجود در پرواز از سقوط جان سالم به در نبردند.
- در ۸ مه ۲۰۱۴، پرواز ۳۱۲ یک بوئینگ ۷۳۷–۴۰۰ شرکت هواپیمایی آریانا افغان، پس از فرود در فرودگاه از باند فرار کرد. پرواز ۳۱۲ از دهلی هند آغاز شد و با یک مسافر برنامه‌ریزی شده به کابل عمل می‌کرد. هواپیما به شدت آسیب دیده و شش مسافر اندکی زخمی شده‌اند.

### نظامی
- در ۱۱ مارس ۱۹۸۵، یک هواپیمای آنتونوف آن -۳۰ از نیروی هوایی شوروی در حال پرواز با عکس‌برداری هوایی در منطقه کابل در جنوب دره پنجشیر بود. هنگام بازگشت به فرودگاه، هواپیما مورد اصابت موشک استرلا قرار گرفت. کاپیتان سعی در فرود اضطراری در پایگاه هوایی بگرام داشت اما بسیار زیاد بود. سپس آتش‌سوزی با حمله موشکی به کنترل‌های Aileron رسید و باعث از دست دادن کنترل خلبانان شد. سه نفر از پنج خدمه هواپیما را به سلامت تخلیه کردند، اما دو خدمه دیگر جان خود را از دست دادند.[۳۰]
- در تاریخ ۲۹ نوامبر ۱۹۸۶، یک هواپیما در حین بالا رفتن از کابل، با یک موشک استینگر مورد حمله نیروی هوایی شوروی قرار گرفت. این هواپیما حامل چندین تن راکت اس-۲۴ و ۴۰۰ کیلوگرم مواد منفجره به جلال‌آباد افغانستان بود. هر هفت خدمه از بین رفتند.[۳۱]
- در ۲۲ اکتبر ۱۹۸۷، یک هواپیمای آنتونوف آن-12BK نیروی هوایی شوروی هنگام برخاستن از دید ضعیف، با یک هلیکوپتر میل-۲۴ برخورد کرد. هواپیما به سمت پایتخت ازبکستان، تاشکند در حرکت بود. از ۱۹ مسافر و خدمه، ۱۸ نفر جان خود را از دست دادند.[۳۲]
- در ۲۱ دسامبر ۱۹۸۷، یک آنتونوف آن -۲۶ نیروی هوایی ارتش شوروی بلافاصله پس از بلند شدن در حالی که به یک ارتفاع امن می‌چرخید، مورد اصابت موشک استینگر قرار گرفت. موتور شماره یک مورد اصابت قرار گرفت و مخزن سوخت را سوراخ کرد. دود وارد کابین شد. هر شش خدمه با چتر نجات از هواپیما بیرون پریدند. کاپیتان دیر چتر نجات خود را باز کرد و در اثر برخورد با زمین جان خود را از دست داد.[۳۳]
- در ۲۴ ژوئن ۱۹۸۸، گلوله‌های شلیک شده توسط شورشیان مجاهد، یک آنتونوف آن -۲۶ نیروی هوایی شوروی مورد اصابت قرار گرفت. این هواپیما در کابل سقوط کرد و یکی از شش خدمه موجود در آن کشته شد.[۳۴]
- در ۲۸ اوت ۱۹۹۲، یک ایلیوشین ایل -۷۶ نیروی هوایی شوروی هنگام سوار شدن به کارمندان سفارت روسیه توسط یک موشک مجاهدین شورشی مورد اصابت قرار گرفت.[۳۵]
- در ۵ اوت ۲۰۰۸، یک فروند لاکهید سی-۱۳۰ هرکولس از نیروی هوایی امارات متحده عربی هنگام فرود در کابل از باند عبور کرد که باعث آتش‌سوزی در قسمت جلو هواپیما شد. این هواپیما حامل کمک به افغانستان بود. همه اعضای خدمه زنده مانده بودند.[۳۶]
- یک روز پس از فروپاشی دولت جمهوری اسلامی افغانستان در ۱۶ اوت ۲۰۲۱ مردم به سوی این فرودگاه هجوم آوردند و وارد باند فرودگاه شدند. حداقل هفت نفر کشته شدند: دو نفر خود را از ارابهٔ فرود یک هواپیمای بوئینگ سی-۱۷ که به پرواز درآمد، آویختند و اندکی بعد پس از پرواز هواپیما سقوط کرده و کشته شدند. سه نفر دیگر که خود را از یک جت نیروی هوایی آویخته بودند، زیر آن شده و جان خود را از دست دادند.[۱۱][۱۲][۸] پنتاگون گفت که دو مرد مسلح که به جمعیت شلیک کرده بودند، توسط نیروهای آمریکایی کشته شدند.[۱۳][۱۴] روز بعد، فرودگاه ترافیک نظامی را تحت کنترل ارتش ایالات متحده باز کرد.[۱۵]

## پروژه بازسازی
دولت افغانستان در سال ۲۰۰۵ میلادی پیشنهاد کمک ۳۵ میلیون دلاری کشور ژاپن برای بازسازی میدان هوایی کابل را پذیرفت. بر اساس توافقات دو طرف، جاپان ترمینال جدیدی با استانداردهای بین‌المللی را برای پروازهای خارجی میدان هوایی بین‌المللی کابل خواهد ساخت. پس از راه‌اندازی ترمینال جدید، از ترمینال کنونی برای استفاده از پروازهای داخلی استفاده خواهد شد.
پروژه ساخت ترمینال جدید میدان هوایی بین‌المللی کابل در سال ۲۰۰۶ میلادی آغاز شد و نهایتاً در سپتامبر ۲۰۰۸ میلادی آماده بهره‌برداری خواهد بود. هزینه بازسازی و توسعه میدان هوایی کابل از محل کمک‌های کشور جاپان برای بازسازی افغانستان تأمین شده‌است.

## نگارخانه

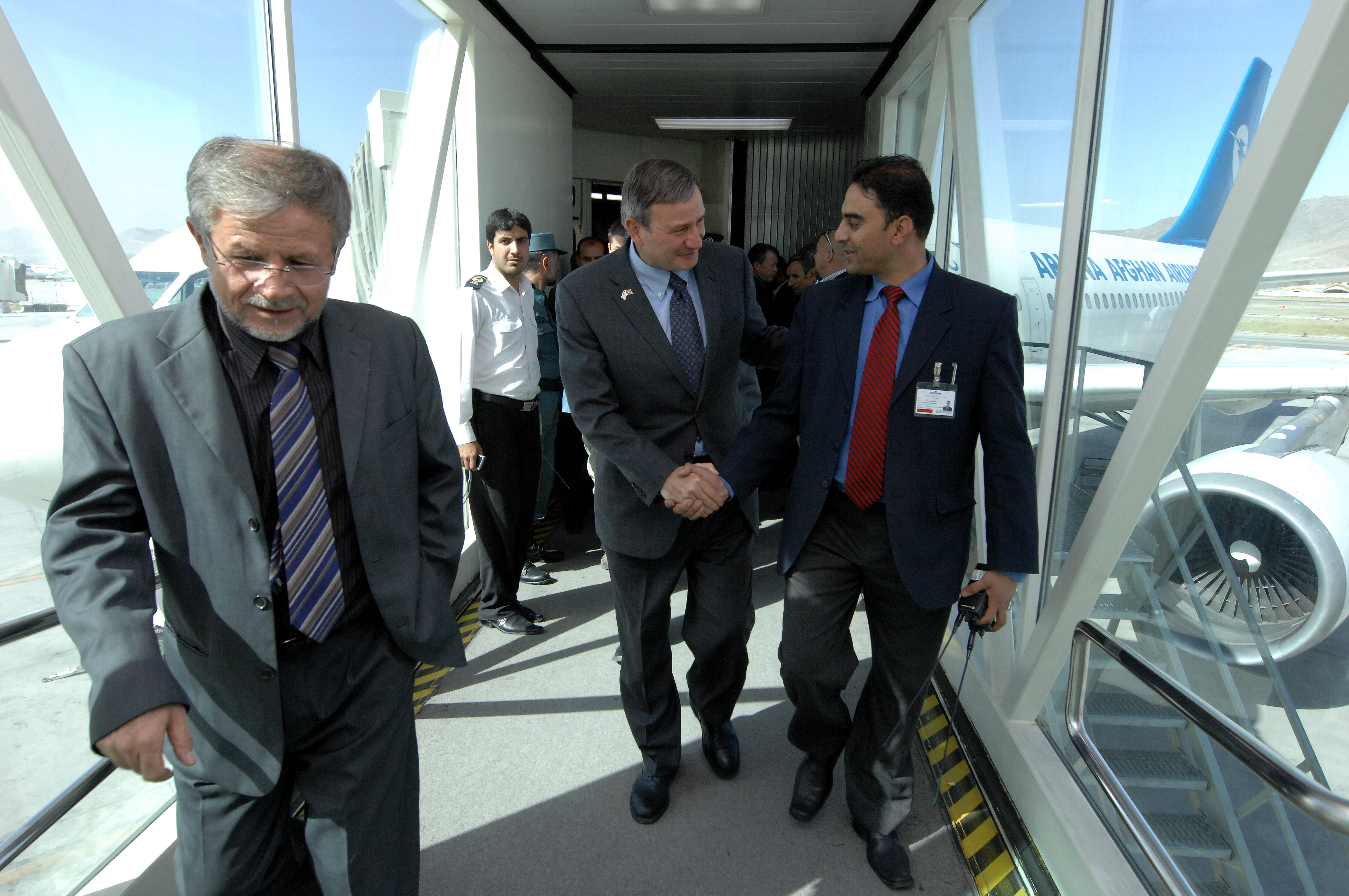
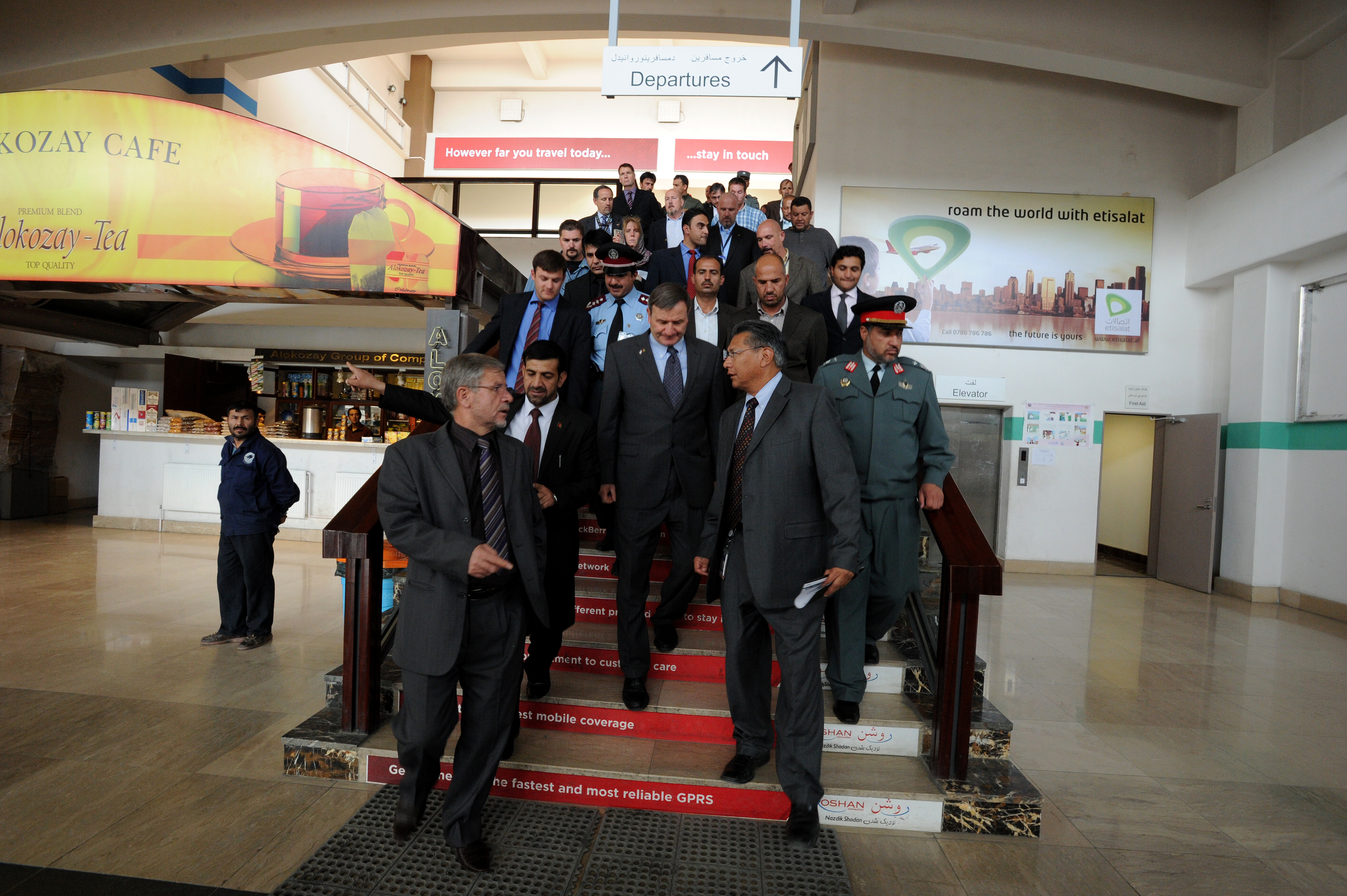
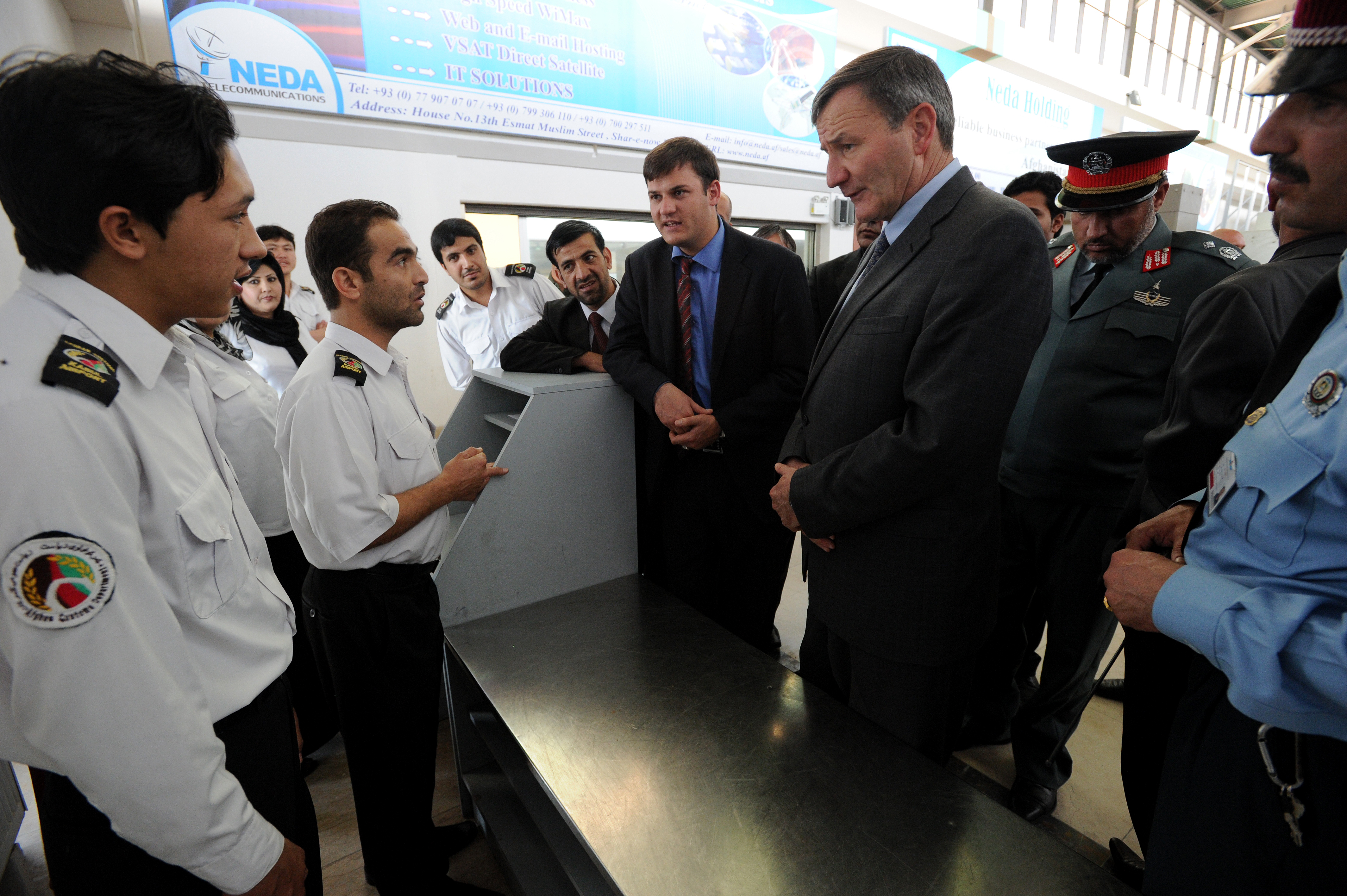
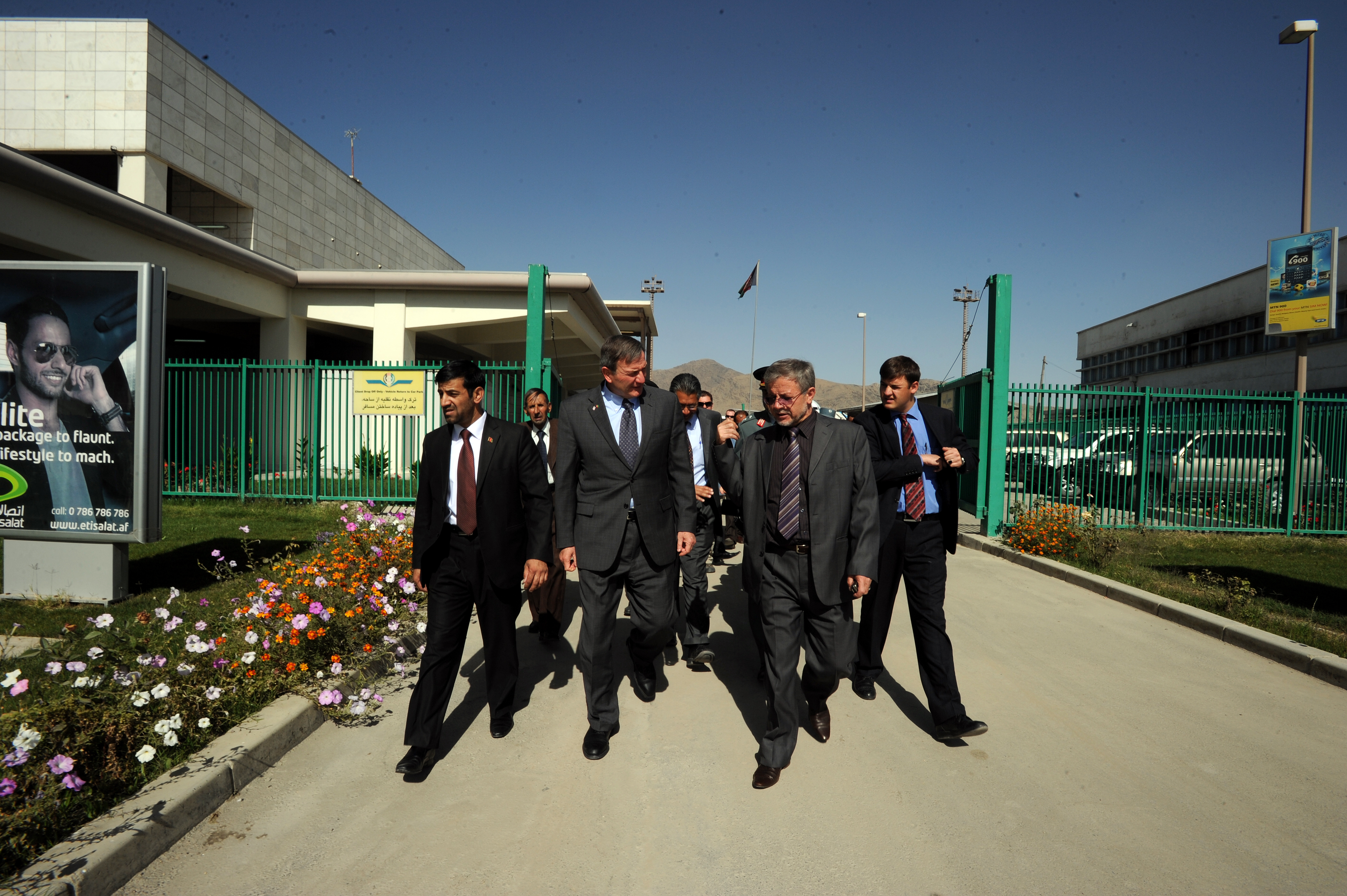
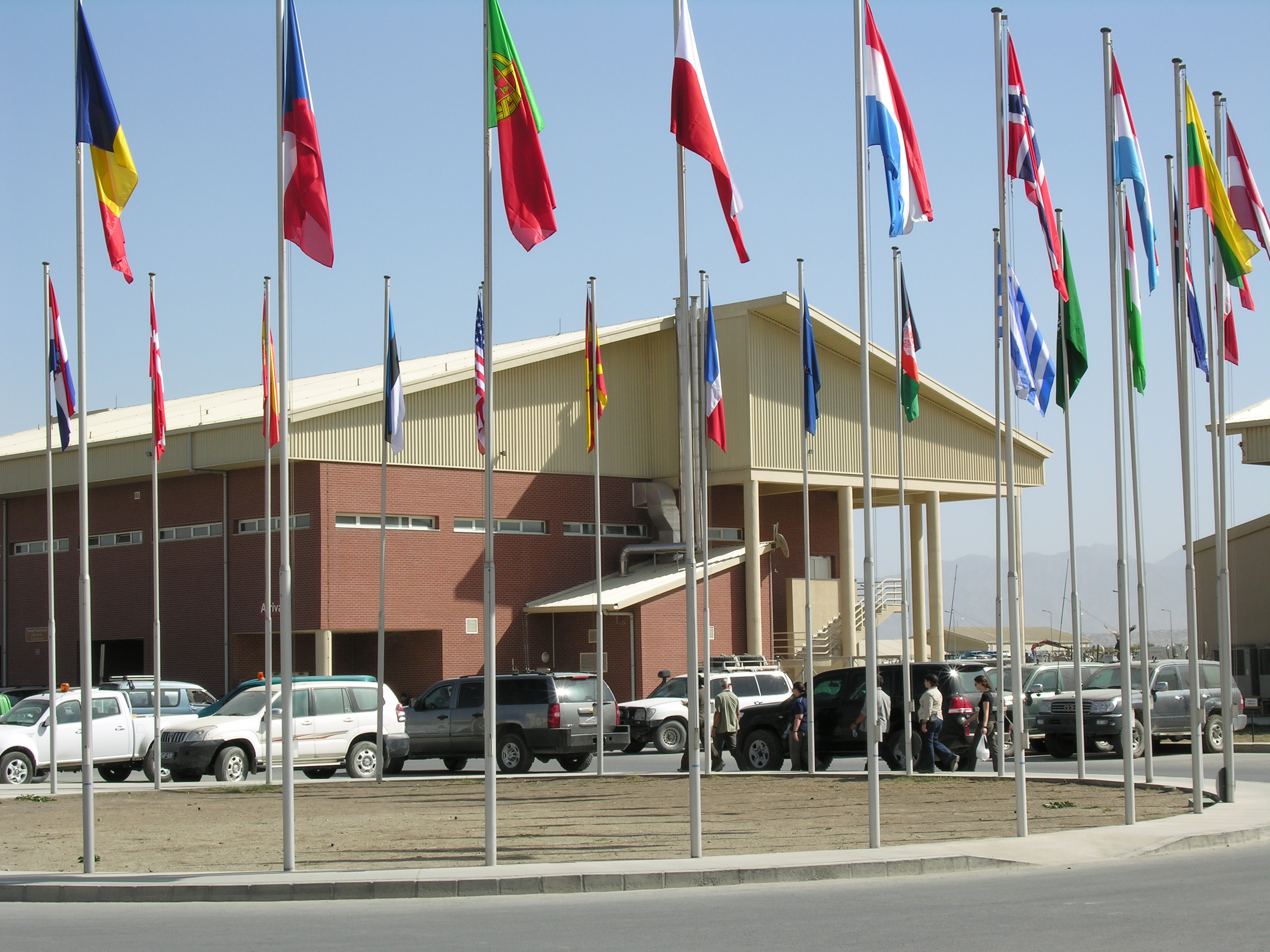
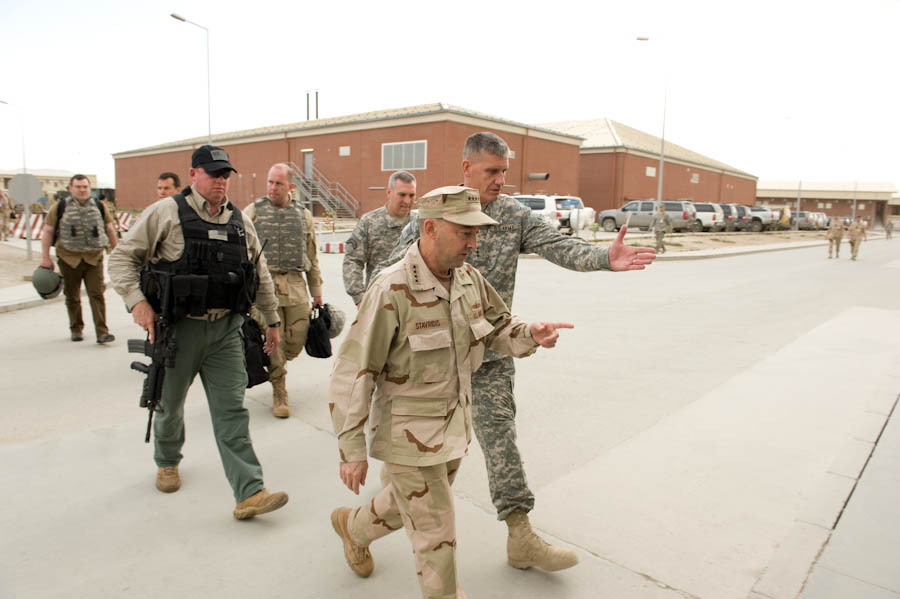
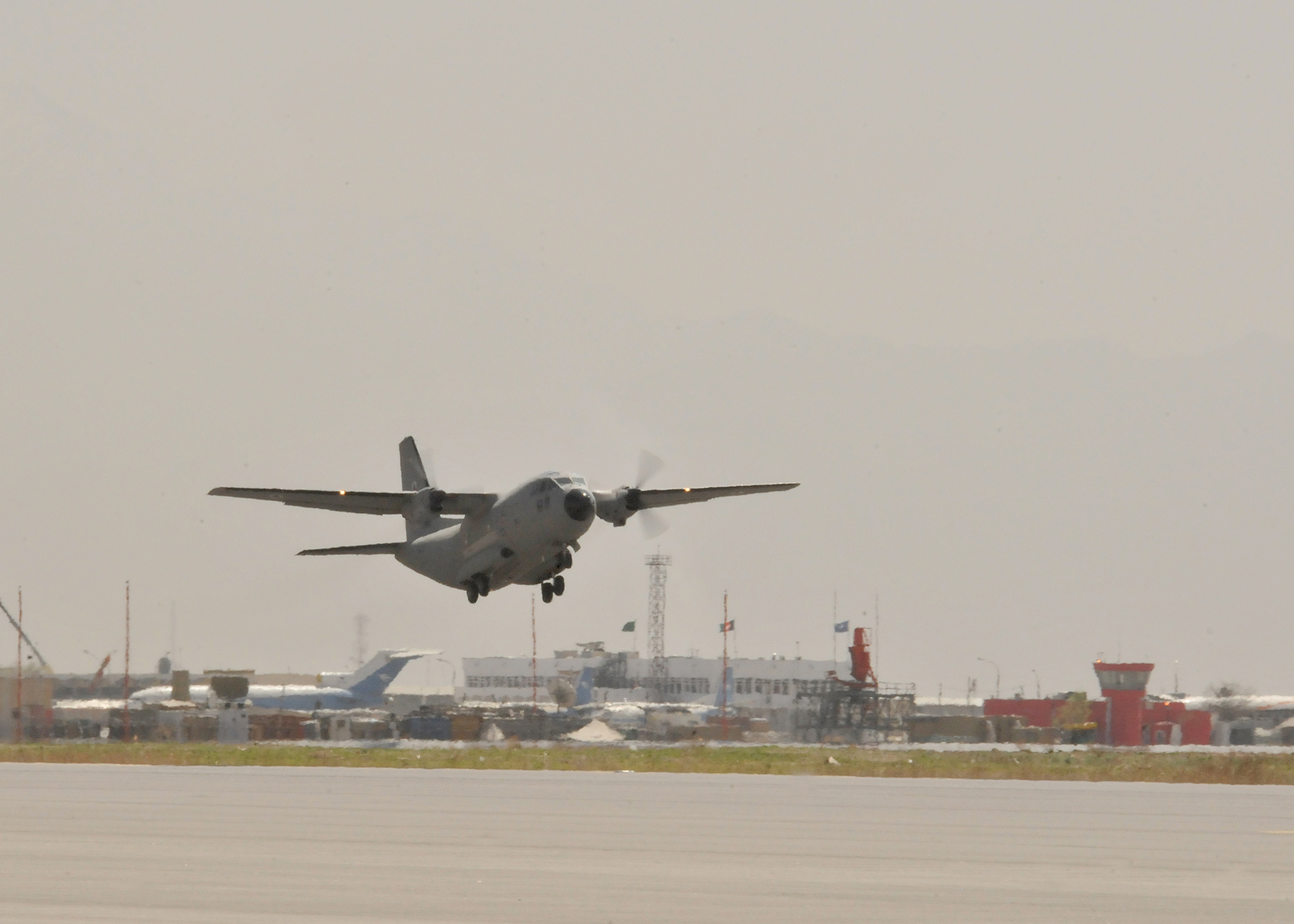
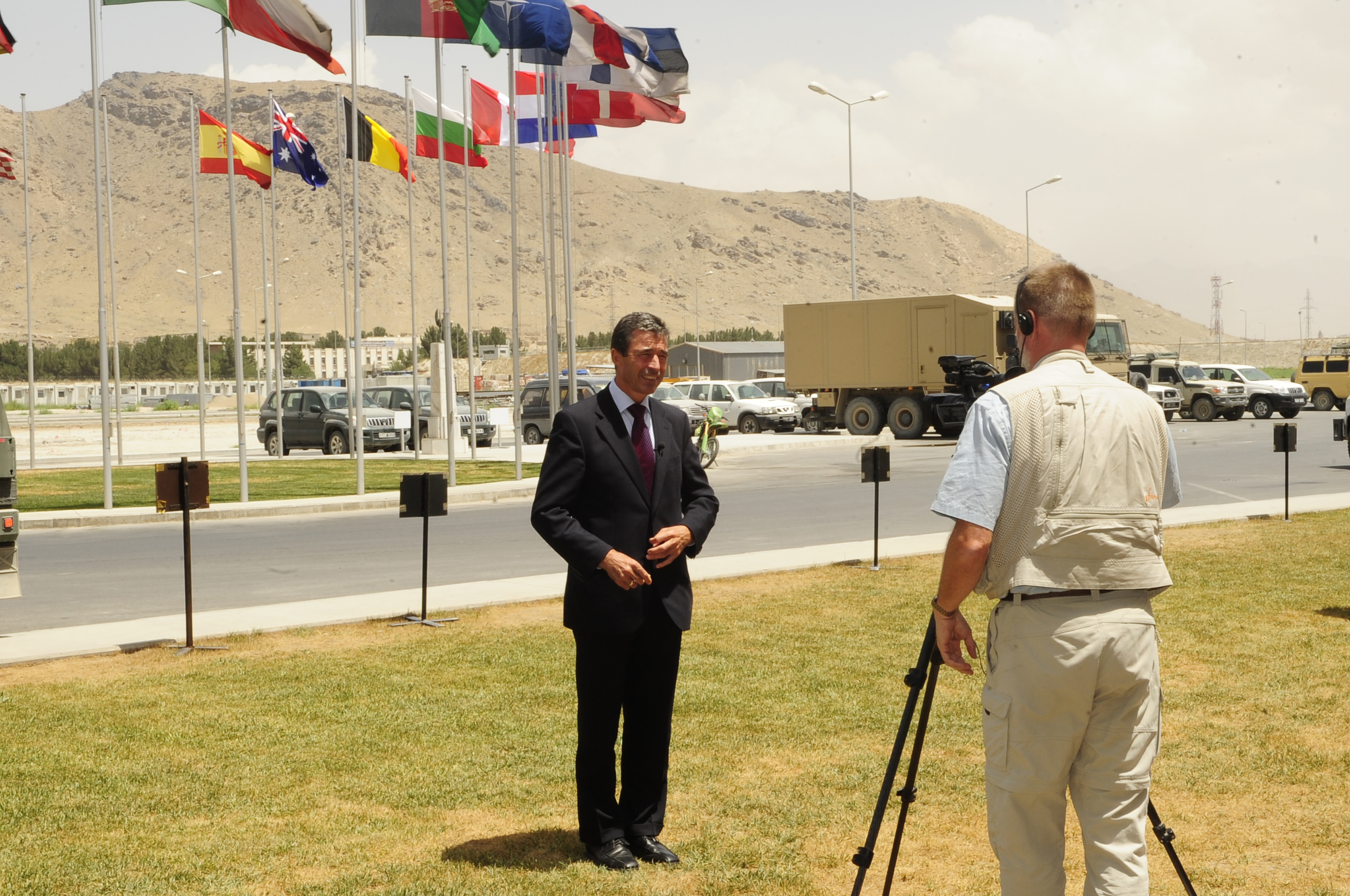
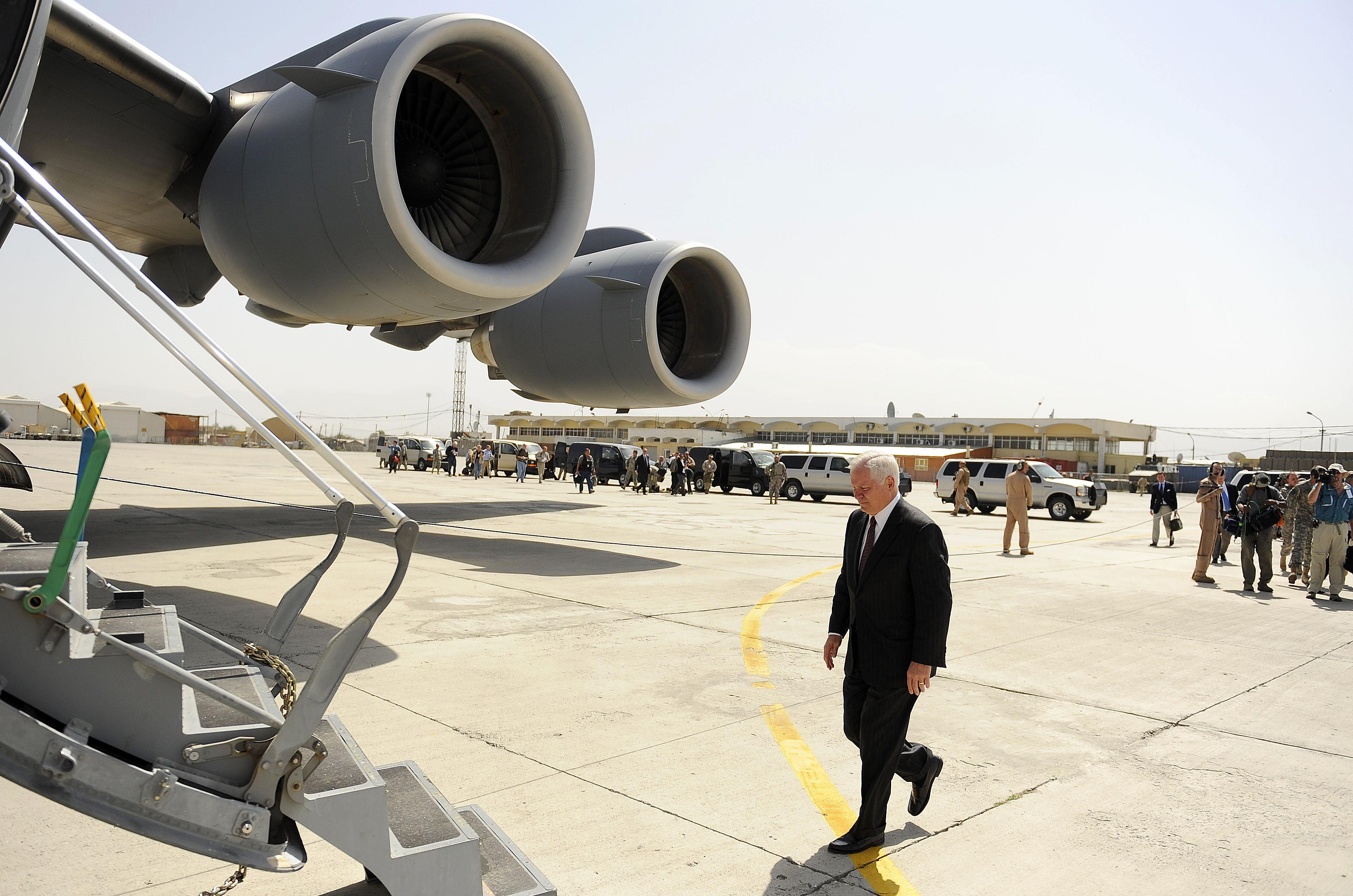

## شرکت‌های هواپیمایی و مقصدهای پروازی

### مسافری
| شرکت‌های هواپیمایی            | مقصدهای پروازی |
| ---------------------------- | --- |
| هواپیمایی بین‌المللی افغان جت | بوست، چغچران، میدان هوایی بین‌المللی هرات، میدان هوایی بین‌المللی قندهار، ترین‌کوت                                                                                             |
| ایر ایندیا                   | ایندیرا گاندی |
| هواپیمایی آریانا             | اسن‌بوغا، حیدر علی‌اف، ایندیرا گاندی، دوبی، میدان هوایی بین‌المللی هرات، آتاترک، ملک عبدالعزیز، میدان هوایی بین‌المللی قندهار، کویت، شهید هاشمی‌نژاد مشهد، شرمتیوو، اورومچی      |
| ایست هوریزن ایرلاینز         | بامیان، چغچران، فیض‌آباد، میدان هوایی بین‌المللی هرات، صحرایی خوست، قندوز، شرنه، زرنج (همهٔ پروازها معلق شده‌اند)                                                               |
| هواپیمایی امارات             | دوبی |
| فلای‌دبی                      | دوبی |
| هواپیمایی آسمان              | چارتر: شهید هاشمی‌نژاد مشهد، مهرآباد |
| کام ایر                      | آلماتی، فرودگاه مشهد، آنکارا، فیض‌آباد، ایندیرا گاندی، دوبی، دوشنبه، میدان هوایی بین‌المللی هرات، بینظیر بوتو، آتاترک، میدان هوایی بین‌المللی قندهار، مزار شریف، ترین‌کوت، زرنج |
| هواپیمایی ماهان              | امام خمینی |
| هواپیمایی بین‌المللی پاکستان  | بینظیر بوتو |
| خطوط هوایی صافی              | ایندیرا گاندی، دوبی، میدان هوایی بین‌المللی هرات، بینظیر بوتو، ملک عبدالعزیز، شهید هاشمی‌نژاد مشهد، فرودگاه بین‌المللی مولانا جلال الدین محمد بلخی                             |
| اسپایس‌جت                     | ایندیرا گاندی |
| ترکیش ایرلاینز               | آتاترک |

### باری
| شرکت‌های هواپیمایی | مقصدهای پروازی             |
| ----------------- | -------------------------- |
| کوین ایرویز       | دوبی                       |
| امارات اسکای‌کارگو | آل مکتوم                   |
| فیتس‌ایر           | دوبی                       |
| ام‌ان‌جی ایرلاینز   | جناح، اقبال لاهوری، ابوظبی |
| سیلک وی ایرلاینز  | حیدر علی‌اف                 |